# Kirchsee (Oberbayern)
Der Kirchsee liegt etwas unterhalb von Kloster Reutberg in der Gemeinde Sachsenkam nordöstlich von Bad Tölz in Oberbayern. Der Moorsee mit einer maximalen Tiefe von 16 m liegt am Nordrand des seit 1940 bestehenden Naturschutzgebietes Ellbach- und Kirchseemoor.

## Beschreibung
Seit 2008 ist der Kirchsee ein EU-Badegewässer. Am Nordufer befinden sich zwei Badestellen mit großen Stegen. Es stehen Toiletten zur Verfügung sowie Parkplätze, die in der Saison kostenpflichtig sind. Dann ist auch ein Kiosk geöffnet, und die WRST (Wasserrettungsstation) der Wasserwacht ist zumeist besetzt. Eine weitere Badestelle am Südufer ist vom Kloster Reutberg aus nur zu Fuß zu erreichen. Außerhalb der ausgewiesenen Badeplätze darf das Ufer nicht betreten werden. Verboten ist auch das Befahren mit Segelbooten und das Windsurfen sowie das Baden, Reinigen oder Tränken von Tieren aller Art während der Badesaison.
Die Wasserqualität des Kirchsees ist sehr gut (Güteklasse I).
Der Kirchsee wird von verhältnismäßig warmem Moorwasser gespeist, das ihm in mehreren kleinen Bächen zufließt. Das den See verlassende Fließgewässer heißt Kirchseebach. Dieser fließt in der Geländerinne des Teufelsgrabens zunächst Richtung Pelletsmühl und Hackensee, wo er dann im weiteren Verlauf versickert.

## Entstehung
Der Kirchsee ist ein Zungenbeckensee aus der Würmeiszeit und entstand aus dem Tölzer Lobus. Das Kirchseebecken ist durch flächenhaftes Abschmelzen in vertikaler Richtung und starken Eiszerfall gekennzeichnet. Solch rasche Einbrüche der Eismassen treten dann vermehrt auf, wenn die Eismächtigkeit einen Mindestwert unterschreitet.

## Bilder

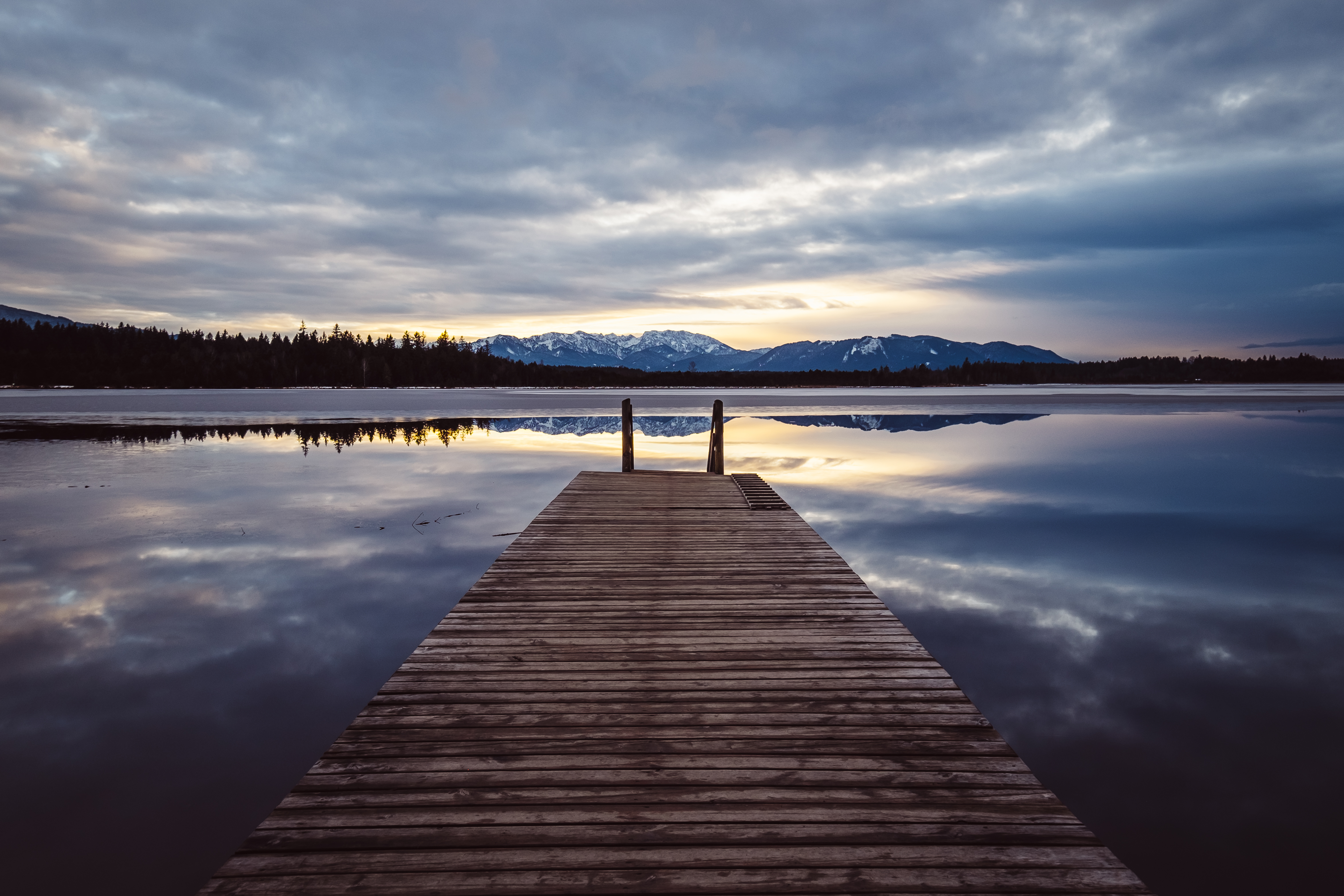
Kirchsee in der Abendsonne
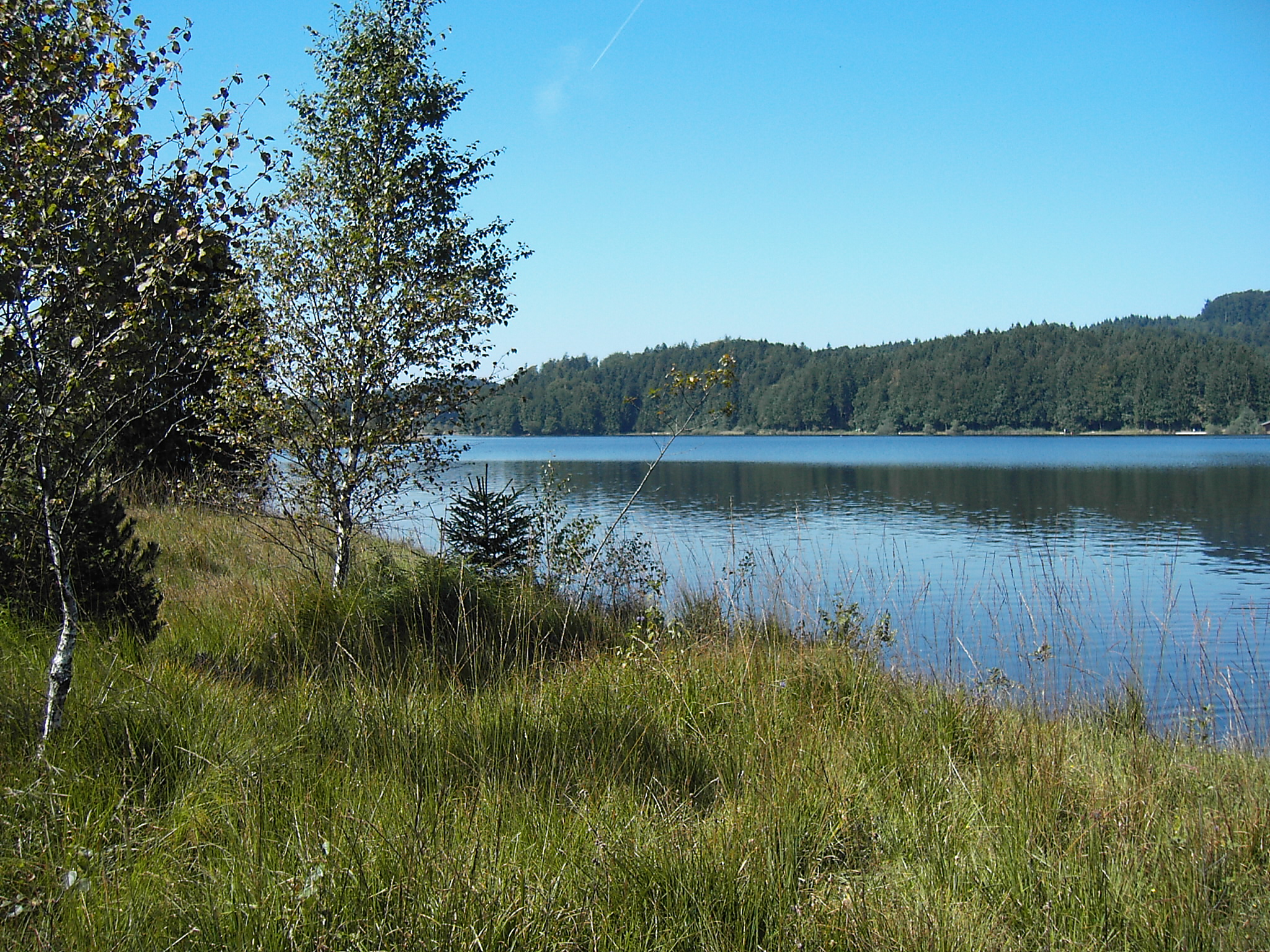
Kirchsee Südufer
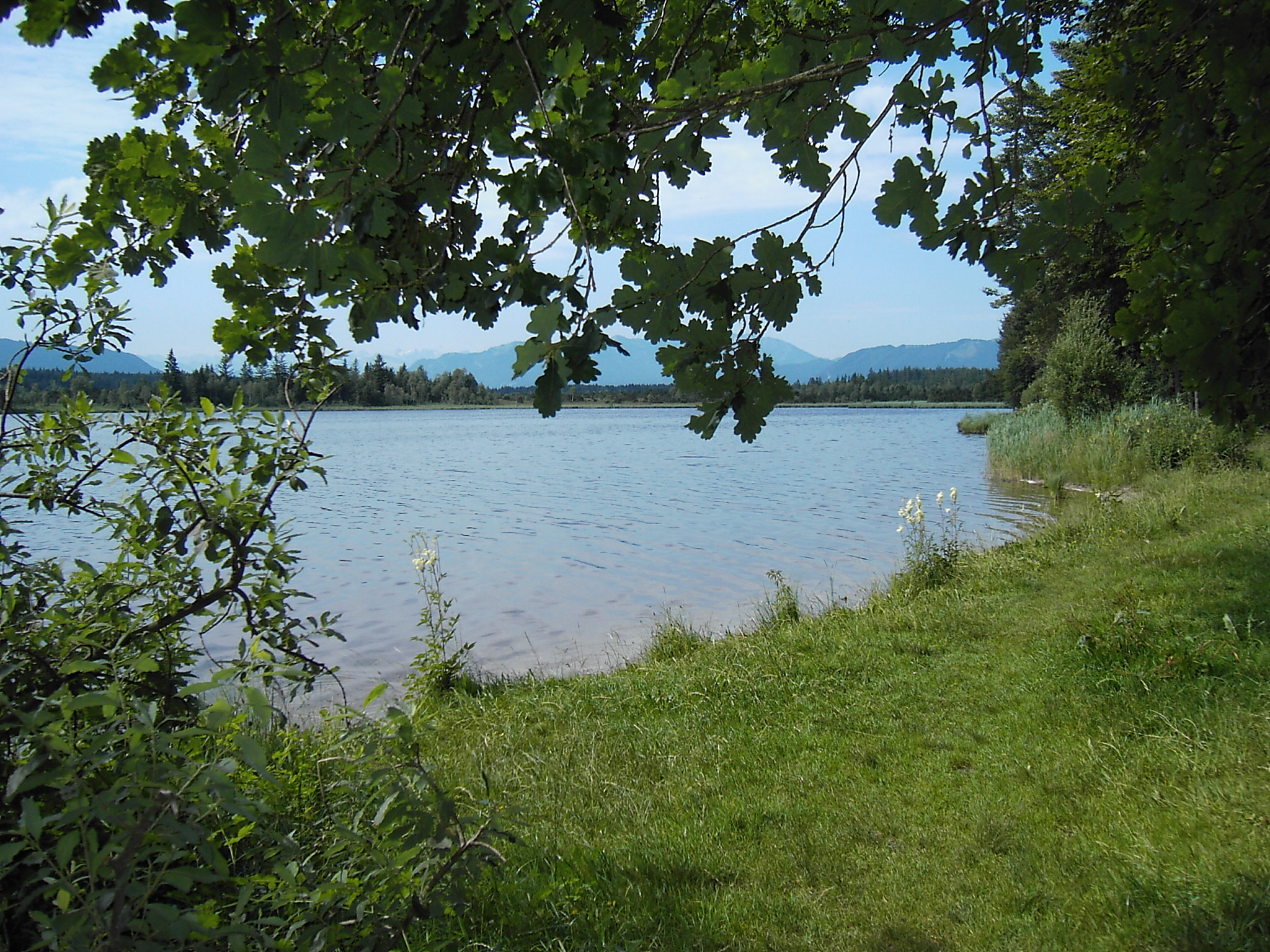
Kirchsee Nordufer
Panorama vom Kirchsee
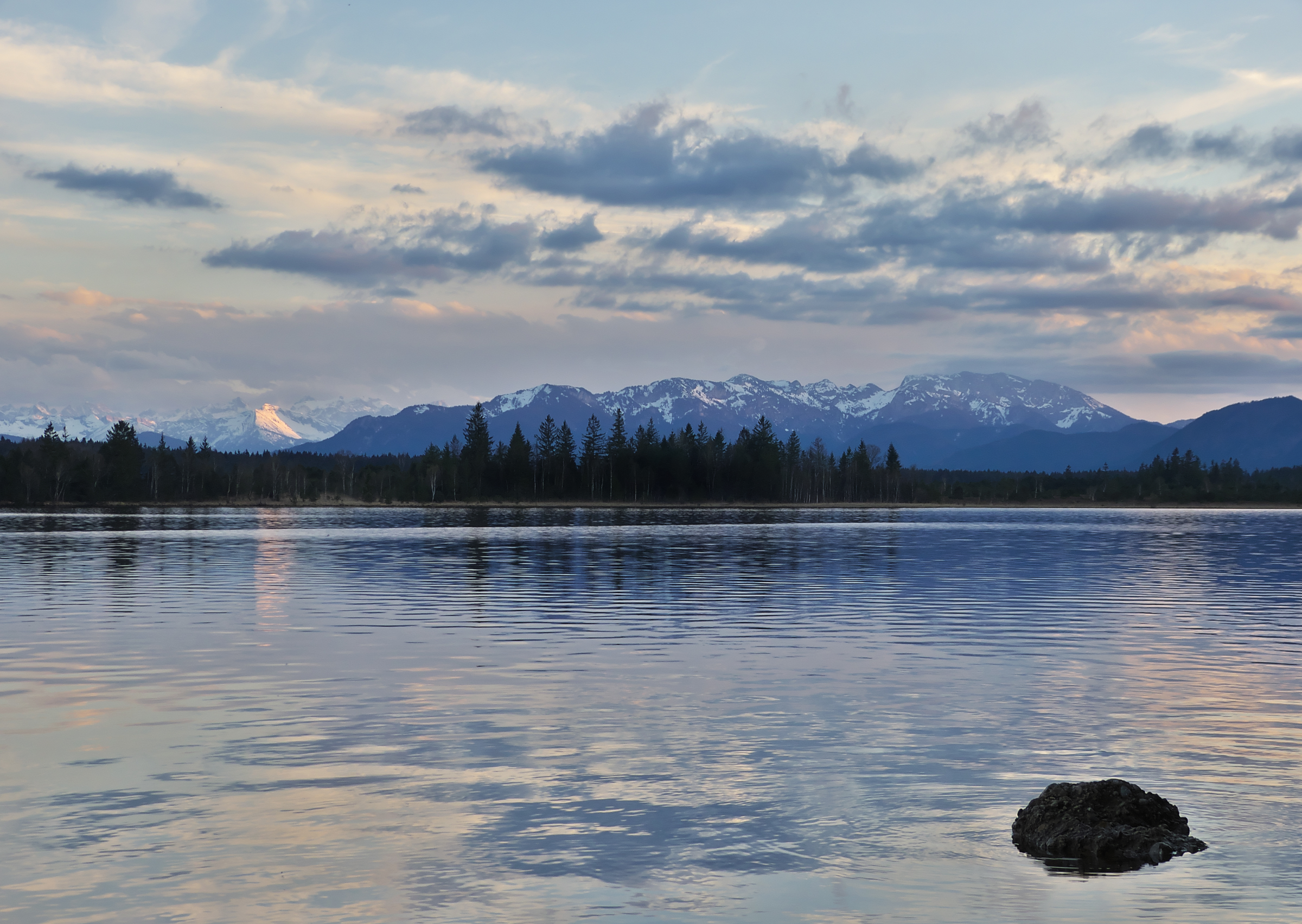
Blick auf Benediktenwand im Abendlicht